# Tordo matto
Il tordo matto di Zagarolo è un piatto tipico di Zagarolo.
Si tratta di un involtino di carne equina con all'interno un battuto di grasso di prosciutto, aglio, prezzemolo, coriandolo, sale, ed altre spezie locali.
Può essere cotto alla brace di "troppe" (viti tagliate dai vigneti "stincati") infilzato allo spiedo o sulla graticola oppure può essere cotto in padella. La tradizione vuole che per avere un miglior sapore e ammorbidire la carne di cavallo, i tordi matti devono essere messi a "riposare" per circa 24 ore nel vino.

## Storia[1]
Il Tordo Matto di Zagarolo deve il suo nome così particolare ad una curiosa leggenda raccontata in un saggio inviato nel 1820 al Principe Rospigliosi da parte del medico condotto Paolo Montorsolo, in cui quest’ultimo spiegava che la popolarità di questo piatto era dovuta alla numerosa presenza di cavalli ed asini nel territorio di Zagarolo, che venivano impiegati per il trasporto delle merci e per aiutare i contadini nei lavori agricoli.
La leggenda narrava che nel 1526 il Re di Spagna Carlo V, appartenente alla famiglia Asburgo, inviò a Roma Ugo di Moncada, politico e militare spagnolo, con l'intenzione di bloccare la Lega di Cognac. Tuttavia, fallito l'intervento diplomatico, Ugo di Moncada decise di occupare la città con l'aiuto della famiglia dei Colonna e dei Lanzichenecchi, soldati mercenari tedeschi assoldati da Giorgio Von Frundsberg. Il territorio di Roma e le sue province divennero così campo di battaglia e gli abitanti di Zagarolo si videro costretti a ritirarsi nelle campagne circostanti.
Un giorno un lanzichenecco ferito, seguito dal suo cavallo in fin di vita, si avvicinò ad una capanna nei pressi di Zagarolo, al cui interno si erano rifugiati due anziani contadini in fuga dal paese. Il soldato chiese aiuto e cibo alla coppia, che si prodigò nel curarlo, ma che non aveva però molto da offrire in quanto a pietanze. I due anziani infatti si arrangiavano con della verdura, qualche uovo o della frutta ed è ciò che diedero al lanzichenecco ferito, ma questi rifiutò decisamente iniziando ad urlare la parola “drossel”. Salvò la situazione il cavallo del soldato che di lì a poco morì per le ferite riportate, pertanto l'anziana contadina pensò di utilizzare la carne dell'animale tagliandola in fettine sottili e realizzando così degli involtini che riuscì ad aromatizzare con un po’ di lardo, erbe e spezie, ottenute dai contadini vicini in cambio di un po’ di carne di cavallo.
Gli involtini vennero infilzati nella lancia del lanzichenecco e cotti sulla brace, infine offerti al soldato ferito che stavolta approvò e mangio avidamente la carne, bevendo anche del vino fino ad ubriacarsi. Visibilmente soddisfatto ed in preda ai fumi dell'alcol, il lanzichenecco comincio a cantare la parola “drossel” finché si addormentò . La mattina seguente i due contadini, nell'andare a controllare lo stato di salute dell'ospite, si accorsero che il soldato “matto”, come lo avevano già definito, si era allontanato, e visto che gli eventi bellici erano volti al termine, invitarono tutti i vicini a festeggiare cucinando molti involtini con questa nuova ricetta.
Raccontarono poi a tutti quanto accaduto la sera prima e insegnarono loro come preparare la pietanza che aveva calmato la fame del soldato “matto” che ripeteva incessantemente la parola “drossel”. Quando si venne finalmente a conoscenza della traduzione dell'enigmatica parola che in tedesco significa tordo, il nuovo involtino dall'originale ricetta venne chiamato "tordo del matto", poi in seguito semplificato in "tordo matto".

## Ricorrenze
Ogni anno, l'ultimo weekend di giugno viene celebrata la sagra in onore del tordo matto, organizzata dalla confraternita di San Antonio da Padova locale, che la istituì nel 1992.